# Sylvain White
Sylvain White (París, 21 de desembre de 1971) és un director de cinema i guionista francès.

## Biografia
Als 18 anys va assistir a la universitat de La Sorbona i després va guanyar una beca per anar a l'escola de cinema a Los Angeles. Després de graduar-se amb honors tant en producció cinematogràfica com en estudis de mitjans de comunicació, una sèrie de curtmetratges premiats el van portar a dirigir un espectre de vídeos musicals i anuncis publicitaris als EUA, Europa i Japó.
Va debutar el seu gran llargmetratge, Stomp the Yard, al número u als EUA per a Sony. Va passar a dirigir l'explosiu Warner Bros. comèdia d'acció Els perdedors, protagonitzada per Chris Evans, Idris Elba i Zoe Saldana. Va escriure i va dirigir l'aclamat misteri criminal francès La Marque des anges, protagonitzat per Gérard Depardieu, i després va dirigir la pel·lícula de terror Slender Man per a Sony.
White també ha dirigit episodis de sèries de televisió com Fargo, The Umbrella Academy, For All Mankind, Invasion, Billions, Justified, The Americans, The Terminal List, Amazing Stories, CSI, Hawaii Five-0, The Following, Person of Interest, Major Crimes i Sleepy Hollow.

## Filmografia

### Curtmetratges
| Any  | Títol               | Director | Guionista |
| ---- | ------------------- | -------- | --------- |
| 2002 | Quiet               | Sí       | No        |
| 2013 | Bring the Love Back | Sí       | Sí        |

### Llargmetratges
| Any  | Títol                                   | Director | Guionista | Notes                    |
| ---- | --------------------------------------- | -------- | --------- | ------------------------ |
| 2004 | Trois 3: The Escort                     | Sí       | No        | Acreditat com "Skav One" |
| 2006 | Sempre sabré què vau fer l'estiu passat | Sí       | No        | Directe a vídeo          |
| 2007 | Stomp the Yard                          | Sí       | No        |                          |
| 2009 | Walled In                               | No       | Sí        |                          |
| 2010 | Els perdedors                           | Sí       | No        |                          |
| 2013 | La Marque des anges                     | Sí       | Sí        |                          |
| 2018 | Slender Man                             | Sí       | No        |                          |

### Televisió
| Year      | Title                    | Notes      |
| --------- | ------------------------ | ---------- |
| 2012      | CSI: Miami               | 1 episodi  |
| 2012–2016 | Hawaii Five-0            | 8 episodis |
| 2013      | Covert Affairs           | 1 episodi  |
| 2013–2014 | Person of Interest       | 2 episodis |
| 2014      | The Mentalist            | 1 episodi  |
| 2014–2015 | The Originals            | 2 episodis |
| 2015      | The Following            | 1 episodi  |
| 2015–2017 | Major Crimes             | 3 episodis |
| 2015      | Scorpion                 | 1 episodi  |
| 2015      | Empire                   | 1 episodi  |
| 2016      | Sleepy Hollow            | 1 episodi  |
| 2016      | Rush Hour                | 1 episodi  |
| 2017      | Lethal Weapon            | 1 episodi  |
| 2017      | MacGyver                 | 1 episodi  |
| 2017–2018 | The Americans            | 2 episodis |
| 2018      | Magnum P.I.              | 1 episodi  |
| 2018      | Station 19               | 1 episodi  |
| 2019–2021 | The Rookie               | 6 episodis |
| 2019      | Strange Angel            | 1 episodi  |
| 2020      | Amazing Stories          | 1 episodi  |
| 2020      | Fargo                    | 2 episodis |
| 2020–2022 | The Umbrella Academy     | 3 episodis |
| 2022      | Billions                 | 1 episodi  |
| 2022      | Bel-Air                  | 1 episodi  |
| 2022      | The Terminal List        | 2 episodis |
| 2022      | Reasonable Doubt         | 1 episodi  |
| 2023      | All American: Homecoming | 1 episodi  |
| 2023      | Justified: City Primeval | 1 episodi  |
| 2023      | For All Mankind          | 1 episodi  |
| 2023–24   | Fargo                    | 2 episodis |